# 로우푸지

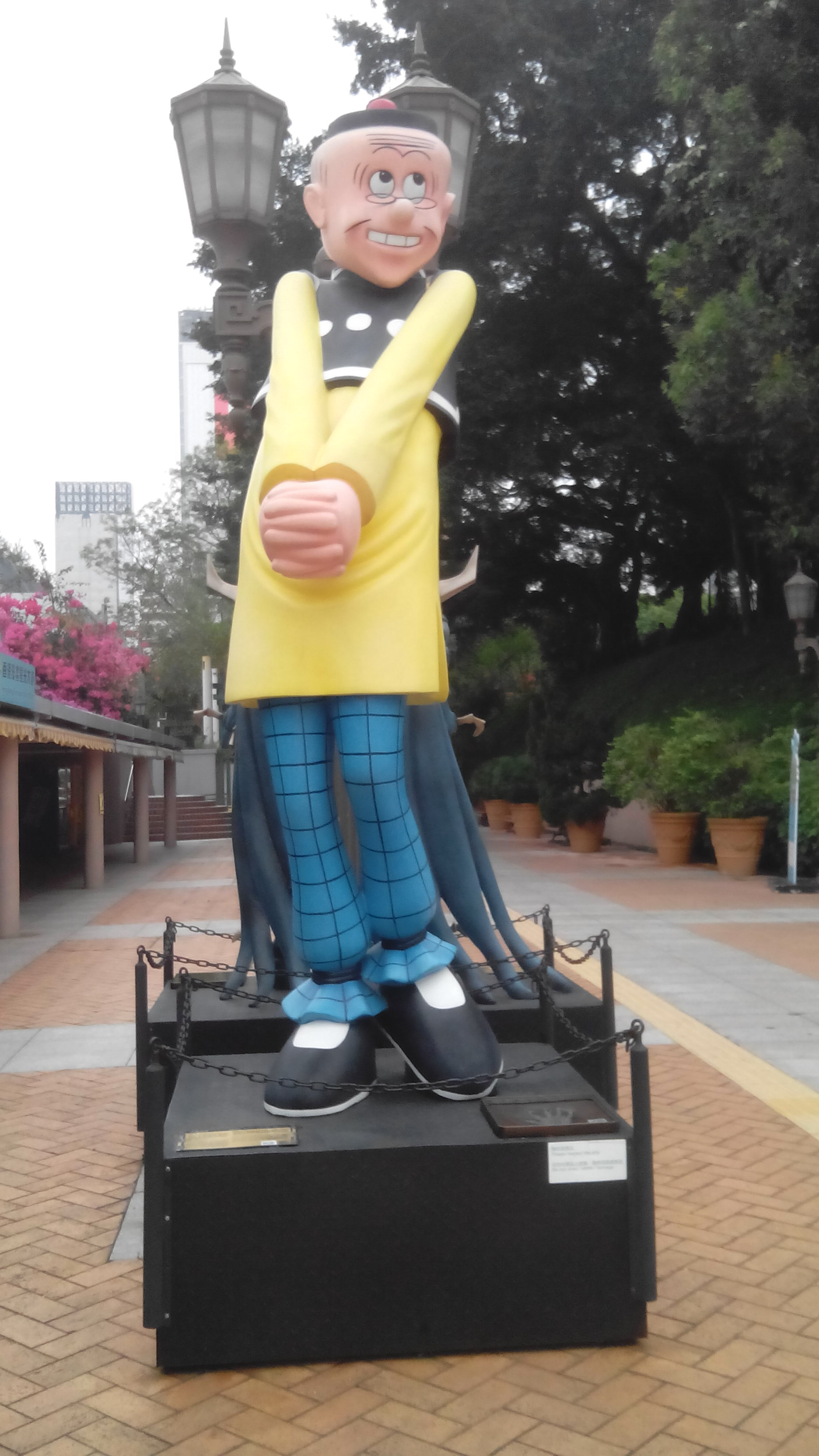

《로우푸지》(광둥어: 老夫子)는 홍콩의 만화가 웡가헤이와 웡작이 연재하는 만화이다.

## 개요
1962년 2월 3일에 신문, 잡지에 처음 수록되었고, 1964년부터 연재되었다. 작품 자체의 저작권은 웡가헤이의 아들인 웡작이 대만의 타이베이에 세운 기업인 'WangZ Inc'에 있으며, 웡가헤이 사후 웡작은 계속해서 새로운 에피소드를 작업하고 있다.
개그 중심의 만화로, 거지와 회사원, 연예인과 고대인까지 다양한 지위와 직업 시대의 인물을 묘사한다. 또한 배경상으로 더 가면 초현실적이고 외계인과의 만남, 유령을 목격하거나 저승이 묘사된다.
각 만화는 보통 4개~12개 칸으로 구성된 짧은 만화이나, 현대 홍콩의 무협 설정의 긴 스토리의 중심으로 하는 만화가 제작되는 경우도 있다.